# Pterinoxylus
Pterinoxylus is een geslacht van Phasmatodea uit de familie Pseudophasmatidae. De wetenschappelijke naam van dit geslacht is voor het eerst geldig gepubliceerd in 1838 door Serville.

## Soorten
Het geslacht Pterinoxylus omvat de volgende soorten:
- Pterinoxylus crassus Kirby, 1889
- Pterinoxylus eucnemis (Burmeister, 1838)
- Pterinoxylus perarmatus (Redtenbacher, 1908)
- Pterinoxylus spinulosus Redtenbacher, 1908